# Bandiera della Guinea Equatoriale
La bandiera della Guinea Equatoriale è stata adottata il 21 agosto 1979. La bandiera è composta da tre bande orizzontali di uguali dimensioni. Partendo dall'alto i colori delle bande sono: verde (i prodotti dell'agricoltura), bianco (la pace) e rosso (la lotta per l'indipendenza). Sul lato del pennone è presente un triangolo isoscele azzurro (il mare che unisce le isole e le zone continentali), mentre al centro della bandiera compare lo stemma della Guinea Equatoriale.
È usata come bandiera di comodo.

## Bandiere storiche

Bandiera della Guinea spagnola (1945-1968).
Bandiera dal 1968 al 1973
Bandiera dal 1973 al 1979